# صيدلاني إحيائي
في فرنسا وفي دول أخرى مثل البرتغال وإسبانيا وبلجيكا وسويسرا، الصيدلاني الإحيائي (يسمى Pharmacien biologiste في فرنسا) هو صيدلاني متخصص في علم الأحياء السريرية المماثلة لـعلم الأمراض السريري.
ويتمتع هؤلاء الصيادلة تقريبًا بنفس حقوق الأطباء في المجال الطبي المتخصصين في هذا المجال. ويطلق عليهم «علماء الأحياء السريريين».
يتبع هذا الدكتور الصيدلاني نظام «الدراسات العليا» في مختبرات المستشفيات الطبية.
في فرنسا، يسمى هذا التخصص «علم الأحياء الطبية الداخلية» وهو عبارة عن نيابة تستمر لأربع سنوات بعد السنوات الخمس الجامعية المشتركة بين جميع الصيادلة.

## وصلات خارجية
- Reglementation for French Residency in Clinical Pathology (Biologie médicale)
- Curriculum Content of French Resident formation in Clinical Pathology, First Level and Second Level